# お犬の方
お犬（於犬）の方（おいぬのかた）は、戦国時代の女性。尾張国の戦国大名・織田信秀の娘で、通説では八女。織田信長の妹、お市の方の姉(または、妹とも)。最初の夫・佐治信方が大野城主であったため、大野殿または大野姫とも呼ばれた。

## 略歴
於犬は初め、尾張国知多郡西部を支配する大野城主・佐治信方（為興）に嫁ぎ、一成（与九郎）と中川秀休（久右衛門）の2人を産んだ。
天正2年（1574年）9月、信方は長島一向一揆との戦いで戦死したので、実家に戻った。兄の居城である岐阜城に戻ると、姪の茶々の後見としてその世話をして面倒をみた。再婚する直前の天正3年11月10日に兄・信長より下京地子銭124貫が支給されている。
天正5年（1577年）、信長家臣・羽柴秀吉の仲介により、管領・細川晴元の嫡男で京兆家当主の山城槙島城主の細川昭元と再婚した。
昭元との間には、細川元勝、長女、次女の3人をもうけた。
天正10年（1582年）9月8日に死去。法名は霊光院殿契庵倩公大禅定尼。
犬が死去した際に、息子の佐治一成は亡き母親の弔い料として10月3日に3貫989文を、さらに翌年に香料として19貫655文をそれぞれ奉納しており、夫と死別後も息子と連絡をとっていたことが窺える。
京都龍安寺には廟所として霊光院が建てられ、乳母の浄智院によって菩提が弔われた。同寺には肖像画が残っており、小袖の打掛姿で、数珠を持って両手で合掌して、片膝を立てて腰高に座した姿態で描かれている、妙心寺第44世月航宗津（げっこうそうしん）の賛があり、美容を称賛し、若くして亡くなったことを哀悼する文章が記載されている。賛の記述から、お犬の没年に、その子どもたちによって制作された絵であることがわかる。

## 松泉寺について
東京都渋谷区恵比寿南2丁目18番にある松泉寺（臨済宗）は、開基を「細川某の妻・織田氏」と伝えている。慶長9年（1604年）に一ツ木村大澤に創建され、僧・時英を開山とし、初め霊光院と号した。臨済宗妙心寺派の末寺。元禄8年（1695年）に赤坂一ツ木町に移り、後に龍徳山松泉寺と改めた。
この織田氏とはお犬の方をさしていると思われる。